# 斯特雷萨
斯特雷萨，是意大利韦尔巴诺-库西亚-奥索拉省的一个市镇。总面积35.36平方公里，人口4639人，人口密度131.19人/平方公里（2022年）。ISTAT代码为103064。

## 历史
在古罗马时代，从斯特雷萨（Stresa）出发，经由Severiana Augusta路，将Mediolanum（现在的米兰）与Verbannus Lacus（Verbano湖或马焦雷湖）连接起来，从这里通往Simplonpass（拉丁文Summo Plano）。
第一次提到斯特雷萨的历史来源是一份公元998年的羊皮纸，其中提到该地点为Strixia，这一形式在1249年的一份来源中得到确认；到了1220年，它出现为Strexia。
从1935年4月11日到14日，在斯特雷萨达成了一项关于确认洛迦诺条约的战间期协议，英国、法国和意大利参与其中，被称为斯特雷萨阵线。从2004年6月3日到6日，第52届彼尔德伯格会议在这里举行。

## 旅游业
19世纪中叶，斯特雷萨与马焦雷湖上的航运相连。而在司汤达时代，人们还需要在塞斯托·卡伦德（Sesto Calende）或阿罗纳（Arona）登船前往波罗马岛屿。另外，意大利于1859年开始统一，也推动了旅游业的发展。因此，在1859年附近的码头附近建造了“Della Speranza”客栈，1863年又建成了豪华的“Grand Hotel des Iles Borromées”。如今，这个地方提供从家庭早餐到豪华酒店的各种住宿选择，还有购物、餐厅和咖啡馆。
1906年，随着西蒙隧道的完成，第一批连接巴黎与米兰的火车抵达斯特雷萨。通过西蒙特快车，卡莱到威尼斯和里雅斯特之间有了联系。从1919年开始，斯特雷萨成为西蒙东方特快列车的中途站，连接巴黎和卡莱（通过多佛和伦敦的转车）以及威尼斯、贝尔格莱德、布加勒斯特、雅典和君士坦丁堡。
斯特雷萨附近就有帕拉维奇诺别墅，这座古典主义风格的建筑由Ruggero Bonghi于1855年建造，1862年被热那亚贵族帕拉维奇诺家族购买。别墅坐落在一个16公顷的公园中，还有一个对公众开放的小型动物园。2021年，这座别墅被维塔利亚诺·博罗梅奥亲王购买，他还拥有波罗马岛屿中的美丽岛屿（Isola Bella）。多艘客运船在斯特雷萨、马焦雷湖岸其他地方和波罗马岛屿之间往返。
莫塔罗内山适用于冬季运动。夏天有一条道路通向山顶，从那里可以欣赏到广阔的景色。也可以从北部市区通过“Funivia Stresa-Alpino-Mottarone”缆车到达。在中间站Alpino（803米）附近，有一个成立于1934年的高山植物园，占地约4公顷。2021年5月23日，一辆缆车在牵引索断裂后坠落，造成14人死亡。

## 斯特雷萨会议
1935年4月11日至14日的斯特雷萨会议上，法国、英国和意大利的政府首脑同意采取措施，以抵御疑似的德国扩张和战争政策，并联合成为斯特雷萨阵线。然而，在几个月后，阵线已经破裂，因为英国于1935年6月18日与德意志帝国签署了德英舰队协议。
1951年6月1日的“斯特雷萨公约”是关于奶酪名称中的原产地标志的第一项国际协议。有七个国家参与其中：奥地利、丹麦、法国、意大利、挪威、瑞典和瑞士。
1958年7月，另一次“斯特雷萨会议”举行。为了建立稳定的农产品市场，当时欧洲经济共同体（EWG）的成员国同意分别创建单一产品市场组织。从这里发展出了共同农业政策。从20世纪60年代开始，到今天已经产生了22个市场组织，分别调控着不同农产品的市场。
2004年，斯特雷萨成为第52届彼尔德伯格会议的举办地，“50年彼尔德伯格”周年会议。